# 東京都立駒場高等学校
東京都立駒場高等学校（とうきょうとりつ こまばこうとうがっこう）は、東京都目黒区大橋に所在する東京都立高等学校。

## 概要
東京府立第三高等女学校を前身とする。目黒区立第一中学校と校地が隣接している。周囲は筑波大学附属駒場中学校・高等学校、駒場東邦中学校・高等学校、駒場学園高等学校、日本工業大学駒場中学校・高等学校などが立地する文教地区で、東京大学駒場キャンパスから南におよそ700mに位置する。1946年（昭和21年）に現在地に移転してくるまで麻布（旧麻布日ヶ窪町、現六本木ヒルズ付近の港区立六本木中学校の地）に校舎があった。
戦前は中等女子教育の名門として「浅草の第一（白鷗）、小石川の第二（竹早）、麻布の第三（駒場）」と評されていた。初代校長の小林盈は体力養成を強く奨励。「足の大きくなる学校」と言われる程、体操授業に力を入れ、1929年まで20年以上にわたって校長職を務め、府立三女の基礎を築いた。1930年に広瀬雄（第3代・前 府立三中校長）が校長に就任すると、校友会活動にも力を入れ、活発な活動を行うようになっていく。戦後の学制改革により男女共学に移行後も、都立高校全盛期においては女子では都立難関校の一つに数えられていた。
2007年6月には東京都教育委員会より国分寺、小山台、新宿、町田の各校と共に「進学指導特別推進校」に指定され、教員の公募制や進学指導体制の更なる充実を実施し、進学実績向上に取り組んでいる。

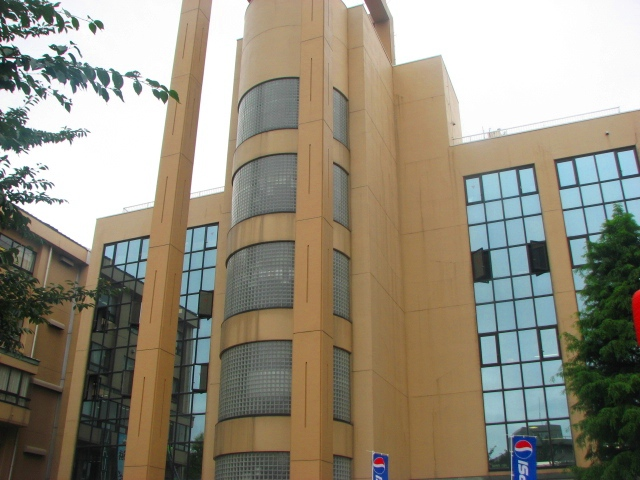
校舎外観
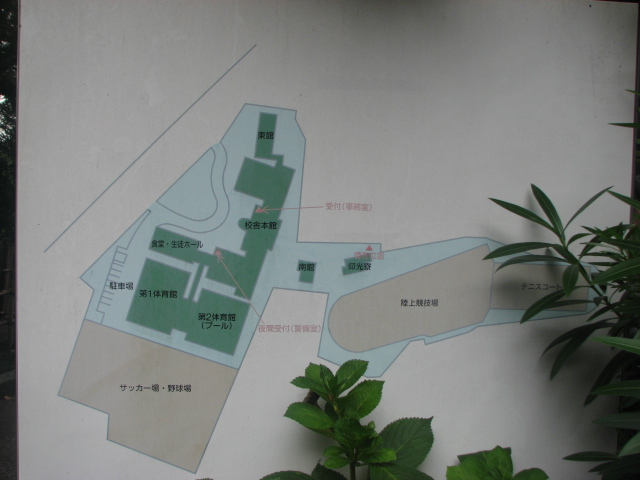
校内の案内図
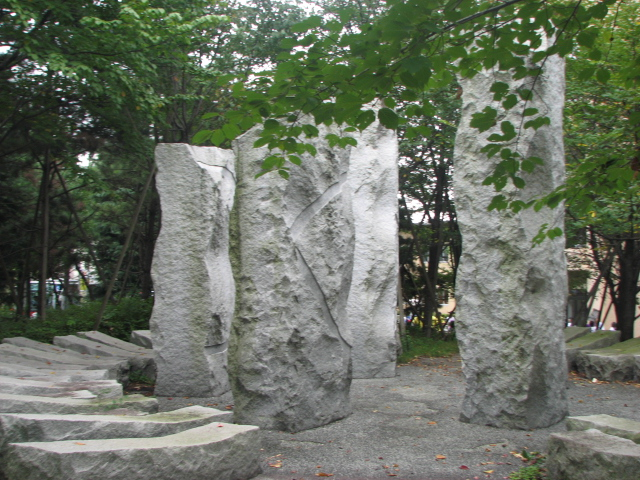
石のオブジェ「五大陸」
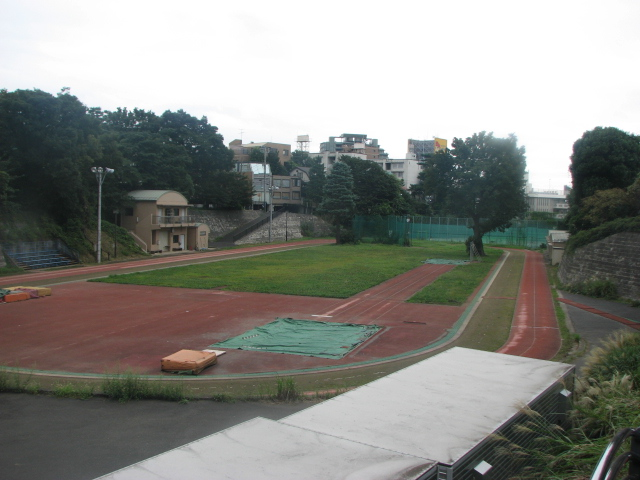
陸上競技場
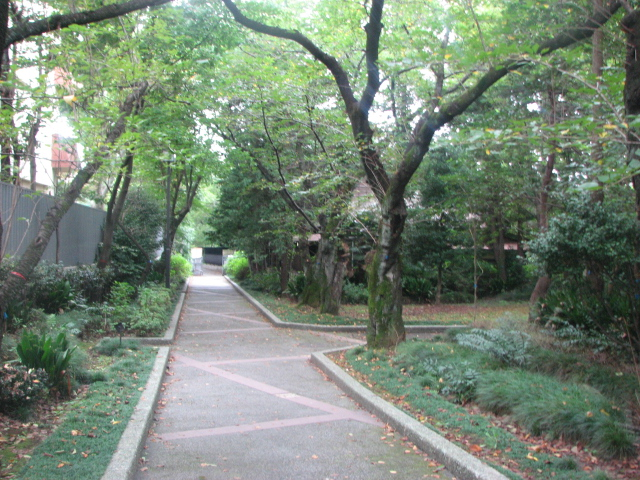
散策路
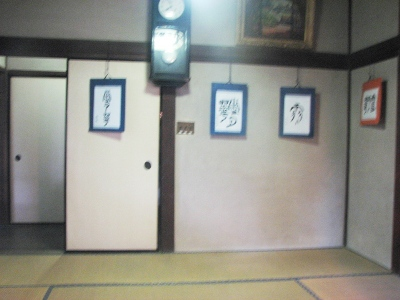
仰光寮の内部

## 沿革
- 1902年4月 - 東京府立第三高等女学校開校。
- 1940年 - 英語部が岡倉英語教育賞を受賞。
- 1946年9月 - 第二次世界大戦より現在の地に移転。
- 1950年
  - 1月 - 東京都立駒場高等学校と校名を変更。
  - 4月 - 男女共学開始。加えて保健体育科と芸術科（美術科・音楽科）を併設。
- 1951年5月 - 創立50周年記念式典を祝う。
- 1952年 - 学区合同選抜制度導入。
- 1962年5月 - 旧校舎である鉄筋4階建ての校舎完成。
- 1967年2月 - 駒場・新宿高校で21群の学校群制度導入。
- 1969年10月18日 - 大学などの学生運動の影響を受けた生徒の一部が、日米安全保障条約の粉砕を主張して校舎を占拠[4]。
- 1972年4月 - 芸術科が東京都立芸術高等学校として分離独立。
- 1982年 - グループ合同選抜制度導入、戸山・青山・新宿・都立大学附属・広尾・目黒・赤城台の各校と共に21グループを組む。
- 1994年 - 単独選抜制度へ移行。
- 1995年
  - 3月 新校舎竣工。
  - 11月 校舎改築竣工記念式典を挙行。
- 1997年3月 - 定時制閉課程。
- 2002年11月 - 創立100周年記念式典を挙行。
- 2007年 - 東京都教育委員会より「進学指導特別推進校」に指定。（～2012年度）
- 2012年3月 - 東京都立芸術高等学校 閉校。
- 2013年 - 東京都教育委員会より「進学指導特別推進校」に継続指定。（～2017年度）

## 仰光寮（お花御殿）
敷地内には「仰光寮」と呼ばれる木造二階建ての建築物が残されている。これはもともと香淳皇后が当時の皇太子・裕仁親王（後の昭和天皇）の妃に内定した際、お妃教育の場として建てられた「お花御殿」である。彼女が入内した後、当時の東京市麻布区日ヶ窪に校舎があった東京府立第三高等女学校（現在の駒場高等学校）に下賜された。第二次世界大戦後に校舎を現在地に移転した際に仰光寮を移築し、現在に至っている。
現在は老朽化が進み立ち入り禁止の措置がとられているが、学園祭の際には例外的に寮中を見学することができる。

## 閉校した東京都立芸術高等学校との関係
本校の芸術科（美術科・音楽科）が1972年（昭和47年）に分離・独立してできた東京都立芸術高等学校は、2012年3月31日に閉校し、その事務は東京都立総合芸術高等学校に承継された。本来であれば、その事務や沿革資料等は母体校であった本校に承継保存されるべきところであるが、1972年の芸術科の独立時に本校との関係が険悪なものとなり、都立芸術高の同窓会や後援会が閉校でなく単なる改称であると振る舞ったことから、本校には承継されるものが全く無かった。そもそも、関係が険悪であったことが、都立芸術高校が閉校に追い込まれることになった原因の一つでもある。このような経緯から、東京都教育委員会は、東京都立芸術高等学校を、東京都立総合芸術高等学校への校名変更扱いとせず40周年をもって閉校とし、改編・舞台表現科（演劇専攻・舞踊専攻）新設の上、新規に東京都立総合芸術高等学校（新宿区富久町）を開校とした。

## 交通
- 京王井の頭線駒場東大前駅 徒歩7分
- 東急田園都市線池尻大橋駅 徒歩7分
- 渋谷より東急バス渋51「松見坂上」下車。

## 著名な関係者

### 出身者
括弧内は職業と卒業年。ただし、中退者等は例外あり。

#### 政治
- 紀平悌子（参議院議員、日本婦人有権者同盟会長、旭日中綬章受章 / 府立第三高女）
- 森山眞弓（元法務大臣、元文部大臣、衆議院議員、参議院議員、労働省婦人少年局局長、環境庁長官、内閣官房長官、元白鷗大学学長 / 府立第三高女）
- 山谷えり子（元衆議院議員、現参議院議員、国家公安委員会委員長（89代、90代）、環境委員長、政府開発援助等に関する特別委員長、自由民主党参議院政策審議会長、内閣府特命担当大臣（防災担当）(21代、22代)

#### 経済
- 張富士夫（トヨタ自動車社長（第4代）、名誉会長、日本体育協会会長）
- 井阪隆一（セブン&アイ・ホールディングス社長、日本経団連審議員会副議長）

#### 学術
- 跡見順子（生物学者、東京大学名誉教授、跡見学園評議員、日本女性科学者の会会長）
- 吉田恒昭（工学者、東京大学名誉教授）

#### 文化
- 早間玲子（建築家、レジオンドヌール勲章受章）
- 長谷川テル（反戦活動家 / 府立第三高女）
- 桐島洋子（作家）
- 阿部光子（作家 / 府立第三高女）
- 平田オリザ（劇作家 ※定時制中退）
- 古川健（劇作家）
- 大野靖子（脚本家 / 府立第三高女）
- 堀越善明（映画監督）
- 柴田昌平（映画監督）
- 根岸吉太郎（映画監督）
- 加藤到（映画監督）
- 小森和子（映画評論家 / 府立第三高女）
- 佐藤信（演出家）
- 近藤宮子（作詞家 / 府立第三高女）
- 八村義夫（クラシック音楽作曲家 / 音楽科）
- 及川貞（俳人 / 府立第三高女）
- 蒔田さくら子（歌人 / 府立第三高女）
- 鳥居清光（画家、浮世絵師、1956年）
- 大宅映子（評論家、大宅壮一の娘）
- 岸朝子（料理評論家 / 府立第三高女）
- 鮫島有美子（オペラ歌手 / 音楽科）
- 四家文子（声楽家 / 府立第三高女）
- 眞理ヨシコ（童謡歌手）
- 武富健治（漫画家）
- 荒岱介（左翼活動家）
- 佐藤友美（演芸評論家、雑誌「東京かわら版」編集長）
- 森麗子（手芸家 / 府立第三高女）
- 谷口由美子（児童文学翻訳家、1967年）[6]
- 渡辺南都子（児童文学翻訳家、1962年）[6]

#### 芸能・マスコミ
- 加賀美幸子（NHKアナウンサー）
- 田畑祐一（テレビ朝日アナウンサー）(S54)
- 高畑百合子（TBSアナウンサー）(H11)
- 喜瀬浩（元札幌テレビ放送アナウンサー）
- 大橋照子（元日本短波放送アナウンサー）
- 小林一枝（元テレビ朝日アナウンサー）(S44)
- 菅家ゆかり（元日本テレビアナウンサー）
- 加瀬征弘（元朝日放送アナウンサー）(S58)
- 中田美知子（元北海道放送・FM北海道アナウンサー）
- 渡辺直子（元フジテレビアナウンサー）
- 加藤登紀子（歌手）
- 吉永小百合（女優 ※1年次在籍ののち精華学園女子高に転校）
- 長谷直美（女優 ※定時制在学中に大検合格）
- 影山仁美（女優 / さすらい刑事旅情編、青春の門など）
- 七尾伶子（女優 / 府立第三高女）
- 松谷紀代子（女優）
- 柿澤勇人（俳優）
- REVALCY（歌手）
- 広瀬斗史輝（俳優）
- 純（村上純）（お笑い芸人・しずる）
- 金原亭馬太郎（落語家、落語協会二ツ目）
- 阿部亮平（アイドル・Snow Man）

#### スポーツ
- 益子義浩（サッカー選手）
- 功力靖雄（元筑波大学野球部監督。国公立大唯一の日本一）
- 田辺陽子（柔道選手）
- 柳樂祐里（柔道選手）
- 早川英里（女子陸上競技・マラソン選手）
- 水野宏太（バスケットボール指導者）
- 村里敏彰（国際スキー連盟副会長）
- 梶田舞（ガールズケイリン選手）
- 吉井功治（自転車競技選手、同指導者）
- 溝江明香（ビーチバレー日本代表選手）

### 教職員
- 小尾乕雄 - 元教諭、元東京都教育委員会教育長。学校群制度施行者
- 菱刈隆永 - 元教諭、日本史家。元都立八王子東高校校長、元国立歴史民俗博物館振興会普及部長
- 中村泰久 - 元教諭、天文学者
- 村井紀 - 元教諭、評論家